# Jesica Fitriana
Jesica Fitriana Martasari (ur. 31 marca 1995 w Bogor) – indonezyjska modelka i aktorka, zdobywczyni tytułu Puteri Indonesia Pariwisata 2019, reprezentantka Indonezji na Miss Supranational 2019. Jest pochodzenia indonezyjsko-pakistańskiego.
W swoim rodzinnym kraju zdobyła 3. miejsce podczas Puteri Indonesia 2019 i tytuł Puteri Indonesia Pariwisata 2019. Reprezentowała Indonezję na Miss Supranational 2019 w Polsce, także zajmując 3. miejsce.
Jesica była aktywistką organizacji zajmującej się pomocą dzieciom, które chorują na zespół nabytego niedoboru odporności.